# Liste des archevêques de Fribourg-en-Brisgau
Pour un article plus général, voir Archidiocèse de Fribourg-en-Brisgau.

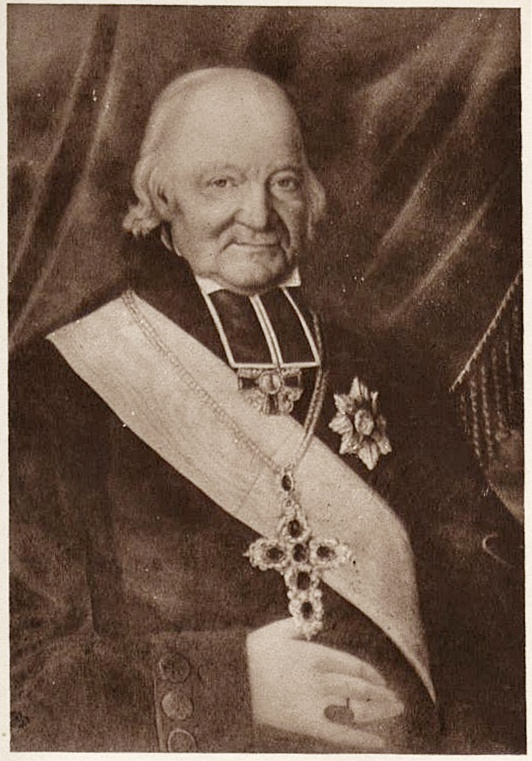
Bernhard Boll, premier archevêque de l'Archidiocèse de Fribourg-en-Brisgau.

Voici la liste des archevêques métropolitains de Fribourg-en-Brisgau, en Allemagne.

## Archevêques métropolitains
- 7 juin 1824-6 mars 1836 : Bernhard Boll
- 11 mai 1836-21 mars 1842 : Ignatz Anton Demeter
- 15 juin 1842-14 avril 1868 : Hermann von Vicari
- 2 mai 1882-8 avril 1886 : Johann Baptist Orbin
- 2 juin 1886-22 octobre 1896 : Johannes Christian Roos
- 21 mars 1898-11 mai 1898 : Georg Ignaz Komp
- 2 août 1898-27 juillet 1920 : Thomas Nörber
- 6 septembre 1920-7 décembre 1931 : Karl Fritz
- 21 mai 1932-14 février 1948 : Conrad Gröber
- 27 juillet 1948-28 avril 1954 : Wendelin Rauch
- 27 juillet 1954-3 mars 1958 : Eugen Viktor Paul Seiterich
- 14 mai 1958-26 juin 1977 : Hermann Josef Schäufele
- 15 mars 1978-1er juillet 2002 : Oskar Saier
- 16 juin 2003-17 septembre 2013 : Robert Zollitsch
- 17 septembre 2013-30 mai 2014 : siège vacant
- depuis le 30 mai 2014 : Stephan Burger